# الوقت والحضور

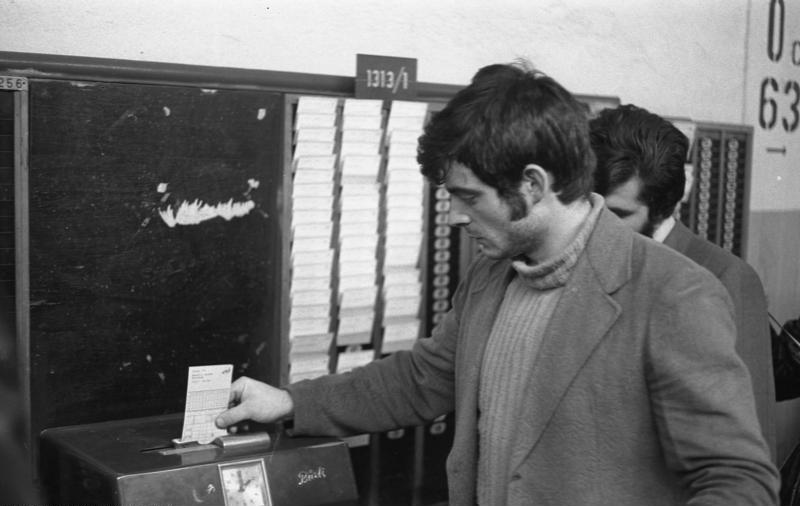
عام 1999

تستخدم أنظمة الوقت والحضور (TNA) لتتبع ومراقبة وقت بدء الموظفين للعمل وإيقافه. ويمكن نظام الوقت والحضور صاحب العمل من مراقبة ساعات عمل موظفيه وتأخر وصولهم، والمغادرة المبكرة، والوقت الذي يأخذه في فترات الراحة والتغيب. كما يساعد على التحكم في تكاليف العمالة عن طريق تقليل المبالغة في الدفع، والتي غالبا ما تكون بسبب دفع أجور الموظفين عن الوقت الذي لا يعمل، ويزيل خطأ النسخ وخطأ الترجمة الشفوية والخطأ المتعمد. يمكن أيضا استخدام أنظمة الوقت والحضور لضمان الامتثال للوائح العمل فيما يتعلق بإثبات الحضور.

## أنظمة يدوية
تقليديا استخدمت أنظمة يدوية تعتمد على البطاقات الورقية التي لديها مرات ختم عليها باستخدام آلة ختم الوقت. وقد استخدمت هذه الآلات لأكثر من قرن من الزمان، ولكن تم التخلص منها تدريجيا منذ ذلك الحين واستبدالها بأنظمة آلية أرخص تلغي الحاجة إلى موظفي كشوف المرتبات لإدخال ساعات عمل الموظفين يدويا.

### أنظمة الية
تتطلب أنظمة الوقت والحضور الآلية الحديثة من الموظفين لمس أو السحب لتعريف أنفسهم وتسجيل ساعات عملهم عند دخولهم أو مغادرتهم منطقة العمل. في الأصل كان هذا يتألف من استخدام علامة إلكترونية تحديد الهوية بموجات الراديو أو شارة الباركود ولكن تم استبدالها بقياسات حيوية (قارئ الوريد ، هندسة اليد ، بصمة الإصبع ، أو التعرف على الوجه) ، وأجهزة الشاشات التي تعمل باللمس.

#### تحرير الأنظمة المستندة إلى التطبيق
تسمح التقنيات الحديثة باستخدام تطبيقات البرمجيات القائمة على قدرات ما يعرف بجغرافيا-السياج (أي منطقة محددة). يكون السماح للموظف بتسجيل الدخول والخروج فقط ضمن تحديد موقع جغرافي على الإنترنت. تتوفر أنظمة التعرف على الوجه أيضا باستخدام تقنيات البرامج المستندة إلى التطبيق هذا، مما يلغي الحاجة إلى ماسحات بصمات الأصابع.